# Yotta
Yotta, symbool: Y, is het SI-voorvoegsel dat wordt gebruikt om een factor 1024, gelijk aan 10008 of één quadriljoen, aan te duiden.
Het wordt sinds 1991 gebruikt. De naam is van het Griekse ὀκτώ, oktō, acht afgeleid.